# Direct Rendering Manager
Direct Rendering Manager (DRM) – komponent Direct Rendering Infrastructure (DRI), czyli systemu sprzętowej akceleracji grafiki pod Linuksa. DRM odpowiada za bezpieczeństwo oraz zarządzaniem zasobami.
DRM składa się z dwóch modułów jądra systemu operacyjnego. Jednego wspólnego dla wszystkich kart graficznych, oraz sterowników właściwych dla konkretnego urządzenia. Obydwa te moduły pozwalają klientowi serwera X, na bezpośredni dostęp do urządzenia (z pominięciem serwera X).